# Jean-Mamert Cayla
Pour les articles homonymes, voir Cayla.
Jean-Mamert Cayla, né le 11 mai 1809 au Vigan et mort le 22 mai 1877 dans le 6e arrondissement de Paris, est un écrivain et journaliste anticlérical français.

## Biographie
Né au Vigan, il termine ses études au collège royal de Cahors puis commence sa carrière littéraire au Gascon et au Patriote de Toulouse. Il passe ensuite à la Revue du Midi et, de 1837 à 1843, est l'un des premiers rédacteurs de l'Émancipation. Il fonde en 1838 la Mosaïque du Midi qui connait rapidement un grand succès.
Il profite de son séjour à Toulouse pour publier quelques livres concernant Toulouse, au premier rang desquels figurent lHistoire de la ville de Toulouse et Toulouse monumentale et pittoresque.
À Paris, il collabore à l'Esprit public (1846), à la Réforme (1847-1849), à la République (1849-1851), au Siècle, à l'Écho du commerce, à l'Estafette, au Messager, etc.

## Publications
- Histoire de la ville de Toulouse (1839)
- Toulouse monumentale et pittoresque (1842) lire en ligne
- Pape et Empereur (1860)
- Si j'étais Pape, solution et conclusion (1861)
- Les prêtres à marier (1861)
- La France sans le Pape (1861)
- Ces bons messieurs de Saint-Vincent-De-Paul (1863)
- Le Diable, sa grandeur et sa décadence (1864)
- Les milliards des couvents (1865)
- L'enfer démoli (1865)
- Le jésuite hors la loi (1869)
- Les curés mariés par le concile (1869)
- Guerre aux couvents (1870)
- La fin du Papisme (1873)
- Histoire des Invalides
- Histoire de la ville de Constantinople
- Histoire des vaisseaux
- Histoire des arts et métiers et des corporations ouvrières de la ville de Paris
- Histoire de la caricature